# Vinaròs (setmanari)
Vinaròs (molts cops anomenat El Diariet) és el setmanari de la ciutat de Vinaròs, capital del Baix Maestrat. Des dels seus inicis fins a la democràcia es denominava Vinaroz. Fou creat a partir de la iniciativa de l'alcalde Ramon Adell juntament amb altres personatges il·lustres de la ciutat com Manuel Foguet, Mosen Milián, Jaume Nos, Antonio Carbonell o José Farga. Pel preu de vuit pessetes, la primera publicació va aparèixer el 30 de març de 1957 amb el lema: «semanario de divulgación e información local».
La relació estreta entre el setmanari i l'ajuntament que des de l'inici sempre ha existit, de vegades és font de crítica segons qui governa i qui es troba a l'oposició. Els socialistes a l'oposició van abandonar la seva col·laboració el 2001, l'associació de Veïns de Vinaròs el 2011 i Lluís Gandia, regidor de cultura (PP) fins 2015 i antic director del setmanari denuncia la «censura» del batlle actual.
El 2014 es va celebrar la digitalització dels vuit-cents primers números per Mirella Extrem, un projecte conjunt de la Universitat Jaume I, l'Associació Cultural Amics de Vinaròs i l'ajuntament. Un projecte que continua i que el 2016 ha arrivat al número 2078, el darrere de l'any 1998. Segons Lluís Gandia, l'aleshores director de la publicació, és una eina indispensable per estudiar la història recent de la ciutat. Les nombroses visites i descàrregues des de l'arxiu digital semblen confirmar l'interès per a aquest repositori, no hi ha cap dubte del seu valor històric i patrimonial.

## Història

### Inicis
En la portada del primer número de l'aleshores Vinaroz hi ha una dedicatòria dels seus impulsors: «A nuestro Caudillo el Generalísimo Franco, Jefe del Estado y Jefe Nacional de la Falange, artífice del surgimiento de la Patria; paladín de la unidad entre los pueblos y entre los hombres de España. A Vinaroz, nuestra patria chica, a cuyo servicio consagramos nuestro esfuerzo; en cuya prosperidad y grandeza ciframos nuestra ilusión. A Vinaroz y a todos los vinarocenses.». Aquesta serà la tònica general de la majoria de portades d'aquests primers anys: enaltiment del règim i llargs textos explicant el més destacat de la setmana que, més endavant, s'ampliaran a l'interior del número. El primer número pareix amb un «suplement extraordinari» per celebrar el 19è aniversari de la «Liberación» del país Valencià pel general insurrecte Camilo Alonso Vega, i el programa dels actes de commemoratius a Vinaròs en els quals Alonso Vega va ser anomenat alcalde honorari de la ciutat.
En les primeres publicacions deVinaroz hi ha tot un seguit de seccions regulars amb diferents finalitats:
- Actividad Municipal: apartat que vindria a ser l'editorial. Espai sense signar i destinat a opinar sobre un succés així com obres o mesures preses per l'autoritat municipal.
- Chismemascope: espai reservat a la sàtira política i social, sempre en la mesura del possible a causa de la censura.
- Catolicidad: espai reservat per a escrits de la parròquia, i també textos religiosos de tota mena.
- Colonias Vinarocenses: un espai que pretenia ser la veu de tots aquells vinarossencs que visquessin fora de la ciutat, una «periódica comunicación entre los hijos de nuestra ciudad ausentes y los que tenemos la dicha de seguir en ella»,[12] com s'anuncia en el primer número.
- Noticiario: les decisions de la Comisión Municipal Permanente, un cop al mes apareixien publicades les hospitalitzacions que hi havia hagut a la ciutat, a més de notícies culturals, marítimes, esports i informacions pràctiques com horaris de les misses, farmàcies i estancs de guàrdia.
- Consigna: secció reservada per a la Falange Española Tradicionalista y de las JONS i la transcripció de discursos del General Franco.
- Interrogamos a...: aquest era el títol de la secció dedicada a les entrevistes realitzades a diferents personalitats destacades de l'època com ara el ciclista Miguel Poblet.[14]

El setmanari també comptaria amb una novel·la de fulletó com ara Vendome y el último Pirata de Juan M. Borrás Jarque. A més a més comptava amb espais de divulgació de temes d'interès de diferents tipus i espais no tan regulars on s'oferien passatemps, endevinalles, etc. És en aquests espais residuals on el català començaria a aparèixer en les primeres edicions, com una endevinalla, un poema a temàtica religiosa. o fins i tot ja a la portada del número 10: «Mare de Déu de la Misericórdia de Vinaròs estel, ¡il·lumineu la nostra amada terra! ¡Guieu-mos cap al cel!»

### Finals del franquisme i Transició
Fins al final del franquisme l'espai dedicada a l'Església amb seccions com Catolicidad i Aquí Parroquia on es difonia l'actualitat parroquial, els batejos, casaments o defuncions, el santoral, missatges l'arquebisbe… ocupa entre una i dues pàgines, del total de dotze. L'espai dedicat a la informació local compta ara amb petits breus de notícies de la localitat i els voltants, la cartellera del cinema i els programes de la televisió.
Els esports van guanyar més pes dintre del setmanari, i arriben fins a ocupar mitja pàgina de portada. A més a més, comencen a aparèixer els primers escrits del Centre Excursionista de Vinaròs redactats en català on explicaven les diferents sortides i activitats que havien realitzat. Després de la mort del dictador, el to esdevé més reivindicatiu. Tot i ésser editat per la Jefatura Local del Movimiento i la majoria de les pàgines queden en castellà, el 1976 els Amics de Vinaròs hi tenen una pàgina completa, a la qual la «Comissió de la Llengua» pot escriure: «Ara ens trobem amb fenòmens com aquest: un poble es pregunta si val la pena aprendre la seua llengua pròpia. Nosaltres pensem que com a poble amb unes característiques diferencials dins l'Estat espanyol cal que reivindiquem aquesta i moltes altres coses.»
Del 8 d'abril del 1978 al 23 de juny del 1979 al temps de les primeres eleccions postfranquistes el setmanari no va parèixer. Amb l'arribada de la democràcia, el canvi més notori fou el canvi de capçalera: abandona el símbol del jou i les fletxes i canvia el nom en Vinaròs. L'Església aniria perdent rellevància cada cop més dintre del setmanari i cada vegada hi hauria més espai per a l'opinió política, reflex dels canvis que hi hagué en el país en aquesta etapa de la història.

### Actualitat
Avui en dia, El Diariet o el Vinaròs comparteix mercat amb altres publicacions locals com ara el 7 Dies o el Crònica; tot i així, segueix sent el setmanari amb més rellevància de la ciutat donat el seu llarg recorregut. Compta amb espais destinats a l'opinió política de cada partit amb representació a l'ajuntament. A finals del 2015 es va aprovar un reglament nou per establir la igualtat de condicions en els espais d'opinió política i prioritzar el valencià. La informació local en tots els àmbits queda també una part fonamental: notícies rellevants, actes culturals, comunicats d'associacions o particulars. Inclou fins i tot un espai dedicat a fotografies que els diferents ciutadans vulguin veure publicades ja sigui amb motiu de la celebració d'un aniversari, un casament, un viatge o una festa. Compta amb una destacada secció d'esports de tota classe o la pesca, donada la important tradició marítima de la ciutat.

## Directors
Al llarg de tots aquests anys d'història de la publicació han passat pel càrrec de director diferents persones de Vinaròs, fos per la seua posició política o per ser destacats en la seua professió: Jaime Nos Ruiz, Francisco José Balada Castell, Luis Franco Juan, Juan Bover Puig, José Palacio Bover, Pedro Vidal Tabueña, Jordi Romeu Llorach, Gaspar Redó Juan, Salvador Oliver Foix, Jacinto Moliner Meseguer, Marian Fonellosa Torres, Juan Esteller Grañana, Lluis Gandia Querol.